# Aeroport '75
Aeroport '75 (titlul original: în engleză Airport 1975) este un film dramatic american, realizat în 1974 de regizorul Jack Smight, după romanul al scriitorului Arthur Hailey, protagoniști fiind actorii Charlton Heston, Karen Black, George Kennedy și Efrem Zimbalist Jr..
Filmul, care are o distribuție mare de vedete, este un succesor al filmului de box office din 1970 Aeroportul. Au urmat alte două sequele în 1977 (Aeroport '77) și 1979 (Aerport '80 - The Concorde).

## Rezumat
Acțiunea filmului are loc la bordul unui avion de tip Boeing 747 al companiei fictive Columbia Airlines, în zborul între Washington și Los Angeles. Pentru a evita stratul gros de ceață care acoperă Los Angelesul, comandantului Stacy i se ordonă să aterizeze în Salt Lake City.
În timpul coborârii către aeroport, o coliziune cu un avion mic de pasageri al cărui pilot tocmai murise în urma unui atac de cord l-a ejectat pe copilotul și l-a ucis pe inginerul de zbor din cabina aeronavei. Singurul supraviețuitor, comandantul Stacy este grav rănit și nu poate rămâne la comandă.
Cu ajutorul controlorilor de trafic aerian din Salt Lake City, șefa personalului de bord Nancy Pryor, încearcă să țină avionul în zbor. Logodnicul ei, Alan Murdock, pilot cu experiență și fost instructor Columbia Airlines 747, participă la operațiunile de salvare alături de Joe Patroni, vicepreședintele Columbia Airlines, a cărui soție și fiul său sunt la bordul Boeingului 747. Printre pasageri mai sunt persoane care trebuie să ajungă la destinație. Astfel Janice, o fată bolnavă este transportată la Los Angeles pentru un transplant de rinichi. Helen Reddy este o soră bună și cântăreață chinuită de situația prin care trec. Vedeta Gloria Swanson joacă propriul rol în acest film cu dezastre.

## Distribuție
- Charlton Heston – Murdock
- Karen Black – Nancy
- George Kennedy – Patroni
- Efrem Zimbalist Jr. – Stacy
- Susan Clark – dna. Patroni
- Helen Reddy – sora Ruth
- Linda Blair – Janice Abbott
- Dana Andrews – Scott Freeman
- Roy Thinnes – Urias
- Sid Caesar – Barney
- Myrna Loy – dna. Devaney
- Ed Nelson – maiorul Alexander
- Nancy Olson – dna. Abbott
- Larry Storch – Purcell
- Martha Scott – sora Beatrice
- Jerry Stiller – Sam
- Norman Fell – Bill
- Conrad Janis – Arnie
- Beverly Garland – dna. Scott Freeman
- Linda Harrison (ca Augusta Summerland) – Winnie Griffith
- Guy Stockwell – colonelul Moss
- Gloria Swanson – ea însăși
- Erik Estrada – Julio
- Christopher Norris – Bette
- Terry Lester – dl. Kelly
- Ken Sansom – Gary
- Alan Fudge – Danton
- Brian Morrison – Joseph Patroni, jr.
- John Lupton – Bill Oringer
- Laurette Spang – Arlene
- Irene Tsu – Carol
- Virginia Vincen – Gina Arriba, o pasageră
- Ray Ballard – pasagerul ostil
- Alice Nunn – pasagera cu câinele
- Gene Dynarski – prietenul lui Scott Freeman
- Ted Gehring – mecanicul

## Premii și nominalizări
- 1975 Premiile Globul de Aur
  - Nominalizare pentru Cea mai bună actriță debutantă lui Helen Reddy.